# Geldermalsen
Geldermalsen là một đô thị ở phía tây Hà Lan. Sông Linge chảy qua đô thị này, là nguồn cung cấp nước.

## Các trung tâm dân số
Acquoy, Beesd, Buurmalsen, Deil, Enspijk, Geldermalsen, Gellicum, Meteren, Rhenoy, Rumpt và Tricht.